# Vaneau (metropolitana di Parigi)
Vaneau è una stazione della linea 10 della metropolitana di Parigi.

## La stazione
Situata sotto la rue de Sèvres, questa stazione prende il nome dall'omonima rue Vaneau. Louis Vaneau fu un polytechnicien morto durante la rivoluzione del luglio 1830.
La stazione è aperta dal 30 dicembre 1923.

### Accessi
È dotata di un solo ed unico accesso sotto forma di un'entrata in un palazzo:
- 97, rue de Sèvres

## Interscambi
- Bus RATP: 39, 70, 87

## Dintorni
- Ambasciata del Mali
- Hôpital Laënnec
- Hôpital Saint-Jean-de-Dieu
- Musée Hébert